# Lachta Centr
Lachta Centr (rusky Ла́хта Центр, anglicky Lakhta Center) je mrakodrap, který se nachází v ruském městě Petrohradu ve čtvrti Lachta na břehu Finského zálivu. Mrakodrap má 87 pater a hrubá stavba vznikla mezi roky 2012 až 2018. S výškou 462 metrů je nejvyšším mrakodrapem Evropy a Ruska. Jde o nejseverněji položený mrakodrap světa.
Za návrhem stojí architekt Tony Kettle z britského studia RMJM, přičemž po dokončení návrhu projektu převzala jeho realizaci ruská firma Gorprojekt.
Financování zajistila firma Gazprom (těžba a obchod se zemním plynem), která zde po uvedení budovy do provozu bude mít své sídlo. Proto má tvar budovy připomínat plamen. Náklady stavby dosáhly předběžně 155,6 miliard ruských rublů.
Dne 24. prosince 2018 byl Lachta Centr certifikován podle kritérií pro ekologickou účinnost na nejvyšší úrovni klasifikace LEED, tj. Platinum (80 a více bodů).
V květnu 2021 se mrakodrap "Lachta Centr" stal vítězem ze čtyř nominací na mezinárodní cenu v oblasti jedinečné výškové stavby CTBUH awards 2021.
Budova byla dokončena v roce 2019. Uvedení do plného provozu je plánováno na rok 2022. 

## Historie

### Plánování
Původně měla tato stavba vzniknout v centru poblíž řeky Ochty, ale kvůli protestům obyvatel a organizace UNESCO se místo pro výstavbu přesunulo do městské části Lachta, podle které dostal mrakodrap svůj název. Dne 17. srpna 2012 bylo získáno povolení ke stavbě.

### Výstavba
Stavět se začalo dne 30. října 2012. Při práci byly využity tři jeřáby značky Liebherr 710 HC-L 32/64 Litronic a jeden jeřáb Liebherr 357 HC-L 12/24 Litronic.

## Konstrukce, využití a vybavení
Hlavní věž se skládá z pěti samostatných věží.

### Využití
Mrakodrap se bude využívat ve všech svých patrech až do výšky 353 metrů, a to hlavně pro komerční účely. Ty tvoří:
- Kanceláře (sídlo firmy Gazprom)
- Panoramatické restaurace
- Vyhlídkové plošiny
- Sportovní areál
- Dětské přírodovědné centrum „Svět vědy“
- Planetárium
- Transformovatelné hlediště
- Výstavní prostor
- Restaurace a kavárny
- Zdravotní středisko
- Venkovní amfiteátr

### Vybavení
Pro přepravu do různých pater budova využívá 34 superrychlých výtahů, které dosahují rychlosti až 30 km/h.

## Fotogalerie – postup výstavby

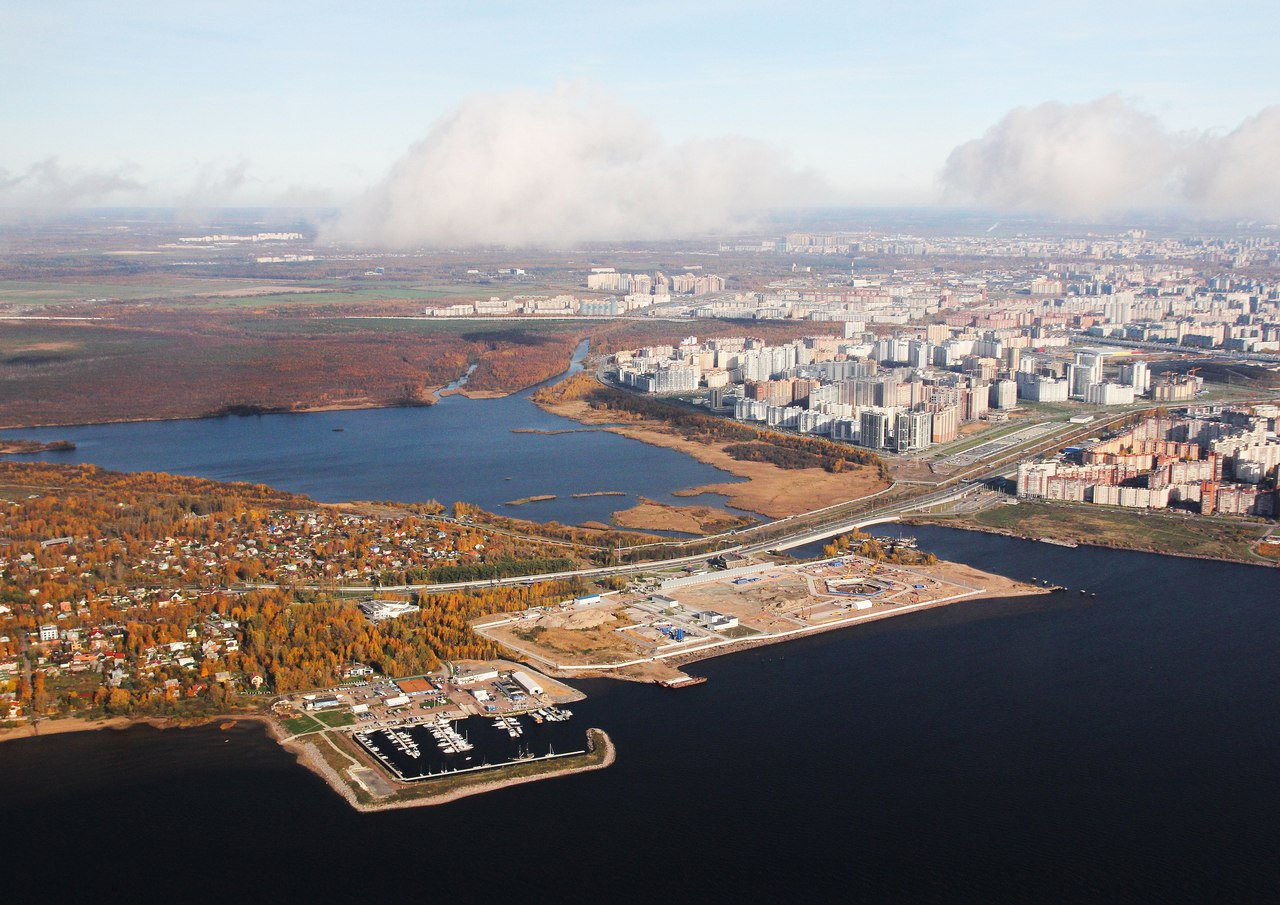
Panoramatický pohled na staveniště
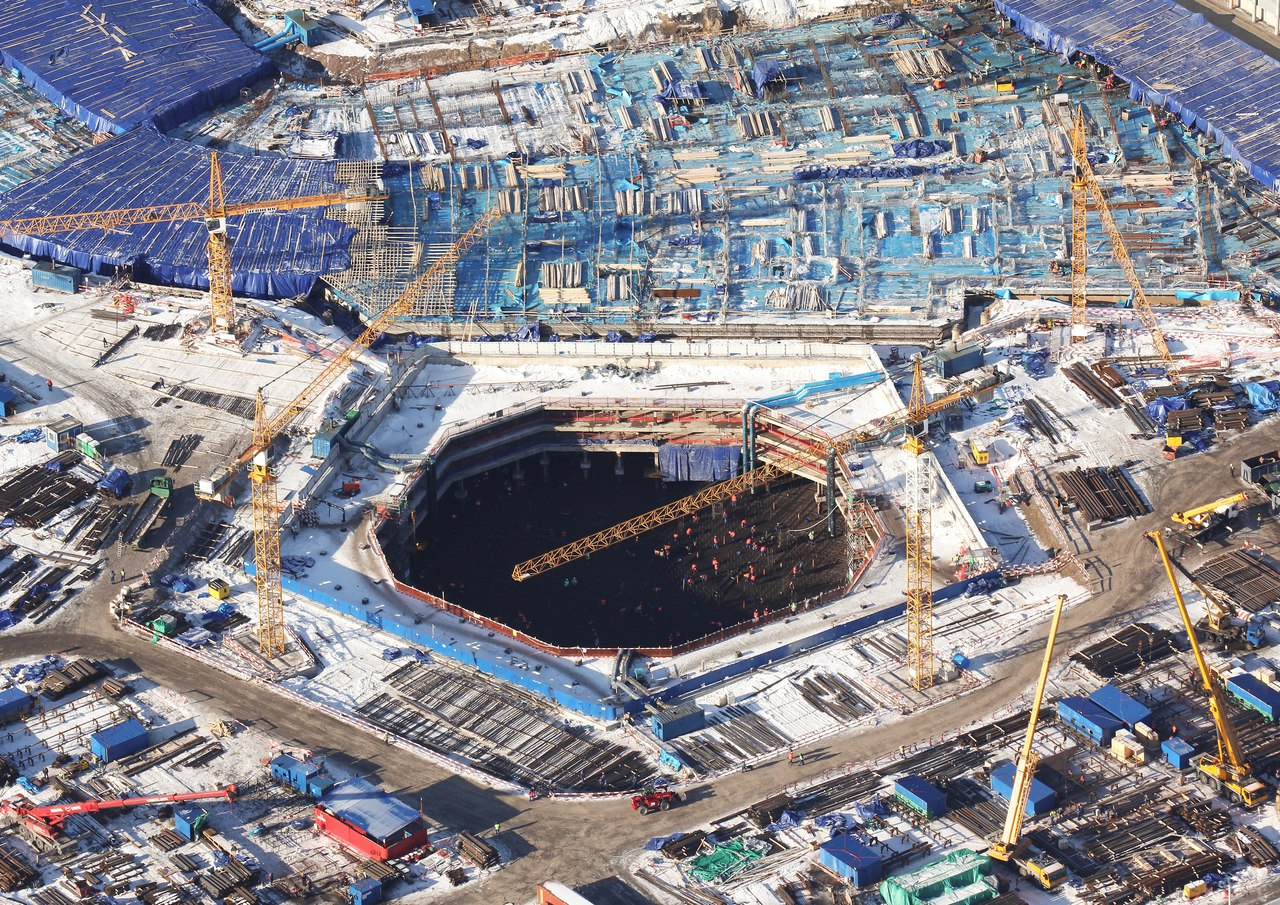
Základ, leden 2015
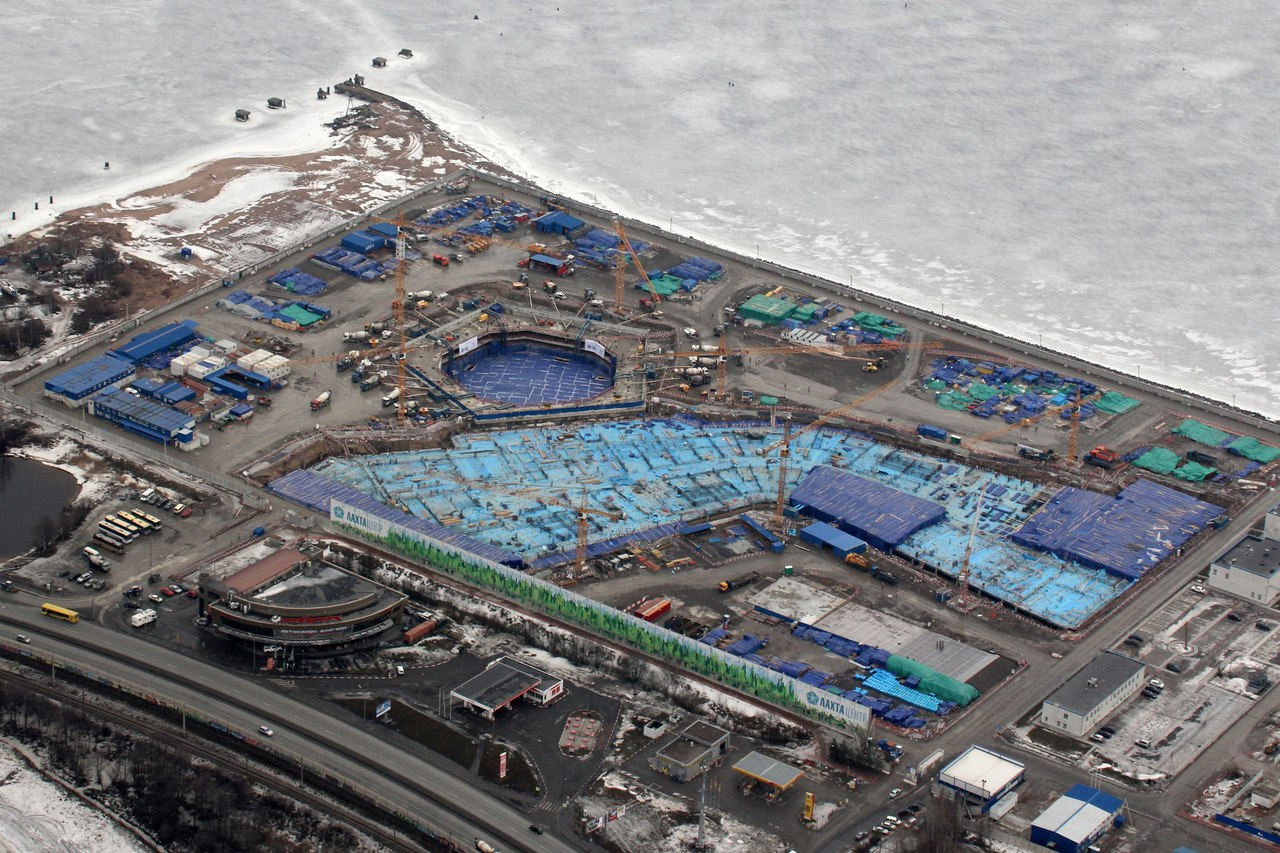
Dokončení zalévání základů, březen 2015
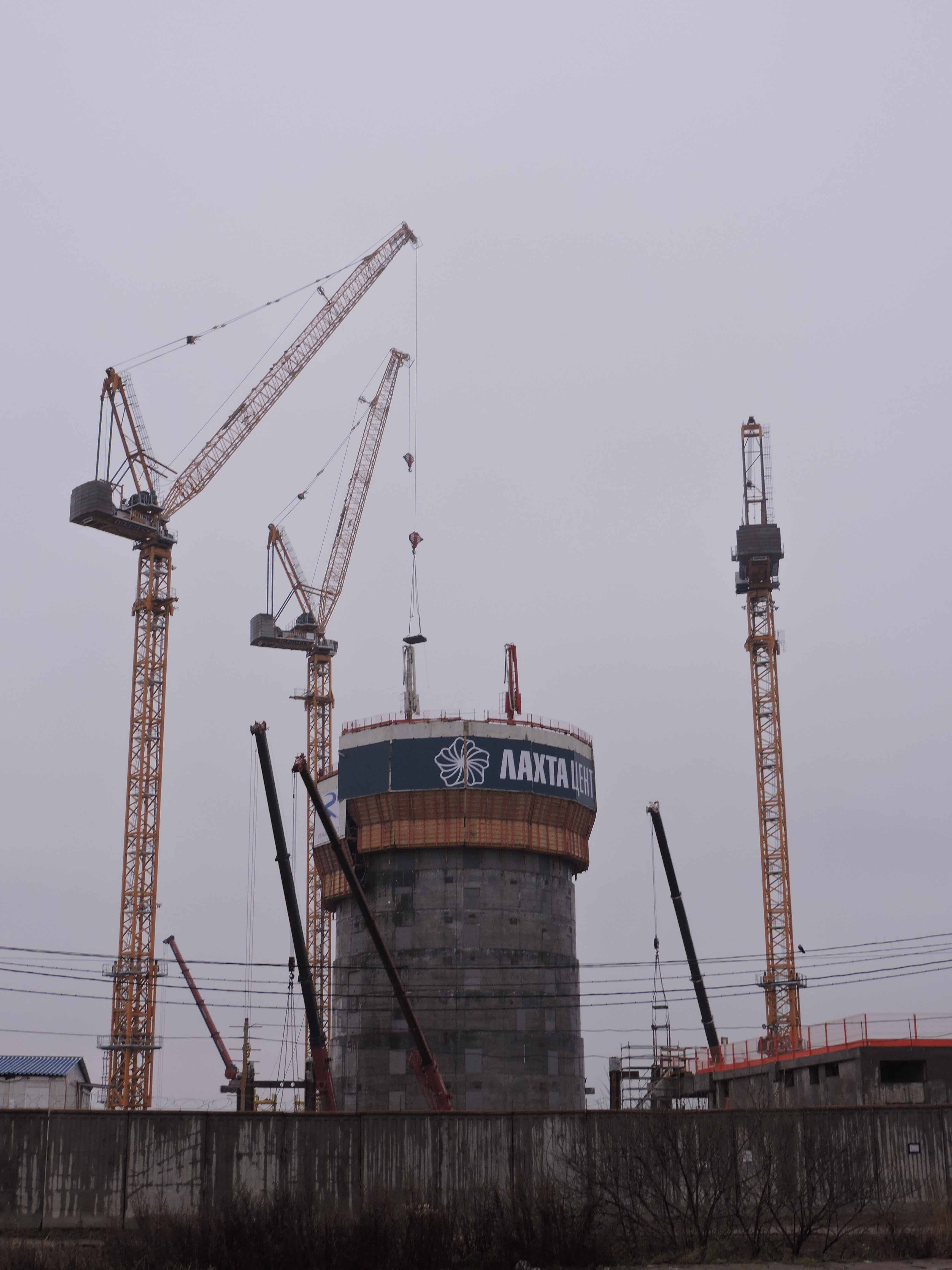
Budoucí mrakodrap v listopadu 2015
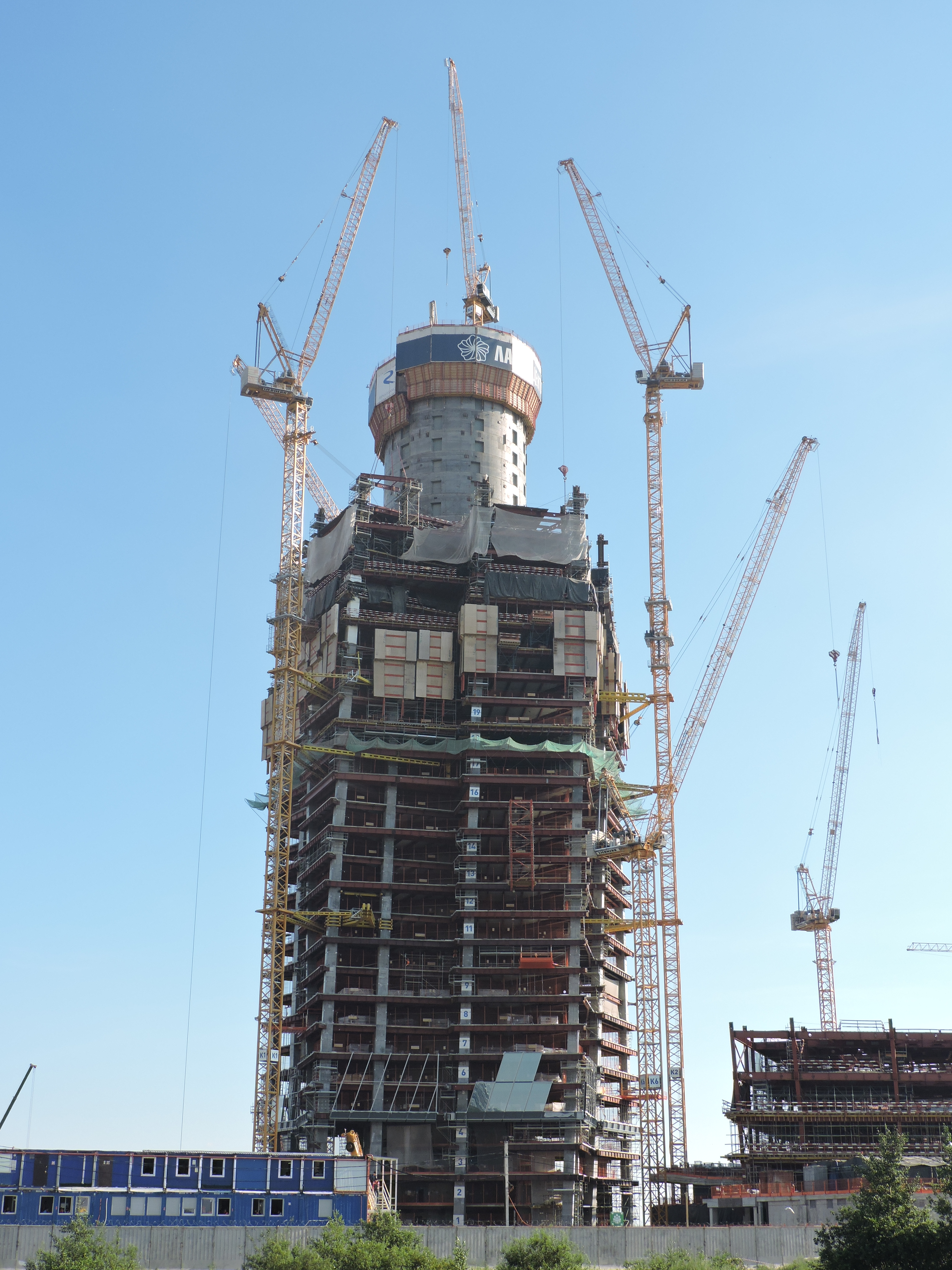
Výška mrakodrapu 147 metrů, červenec 2016
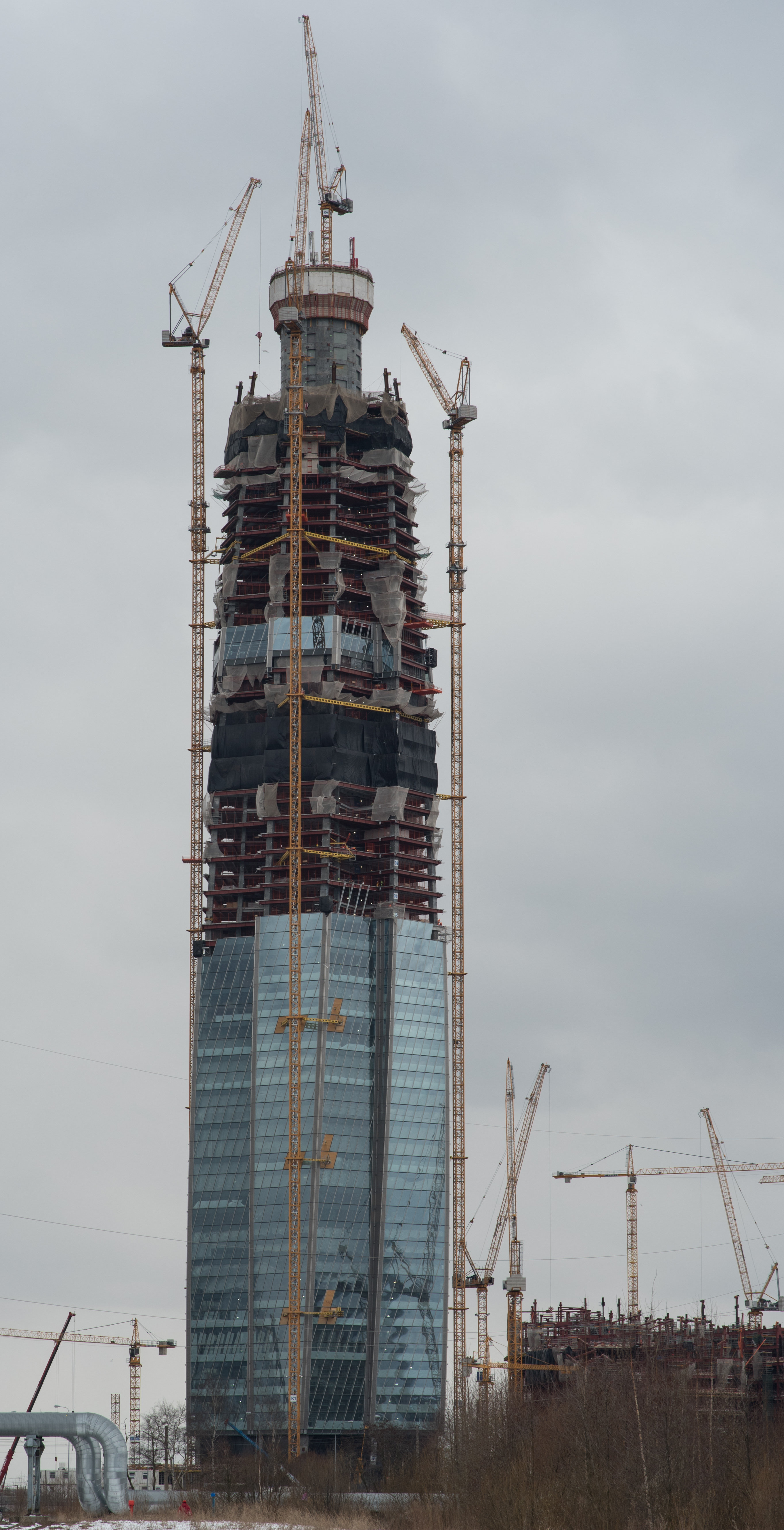
Výška 310 metrů, duben 2017
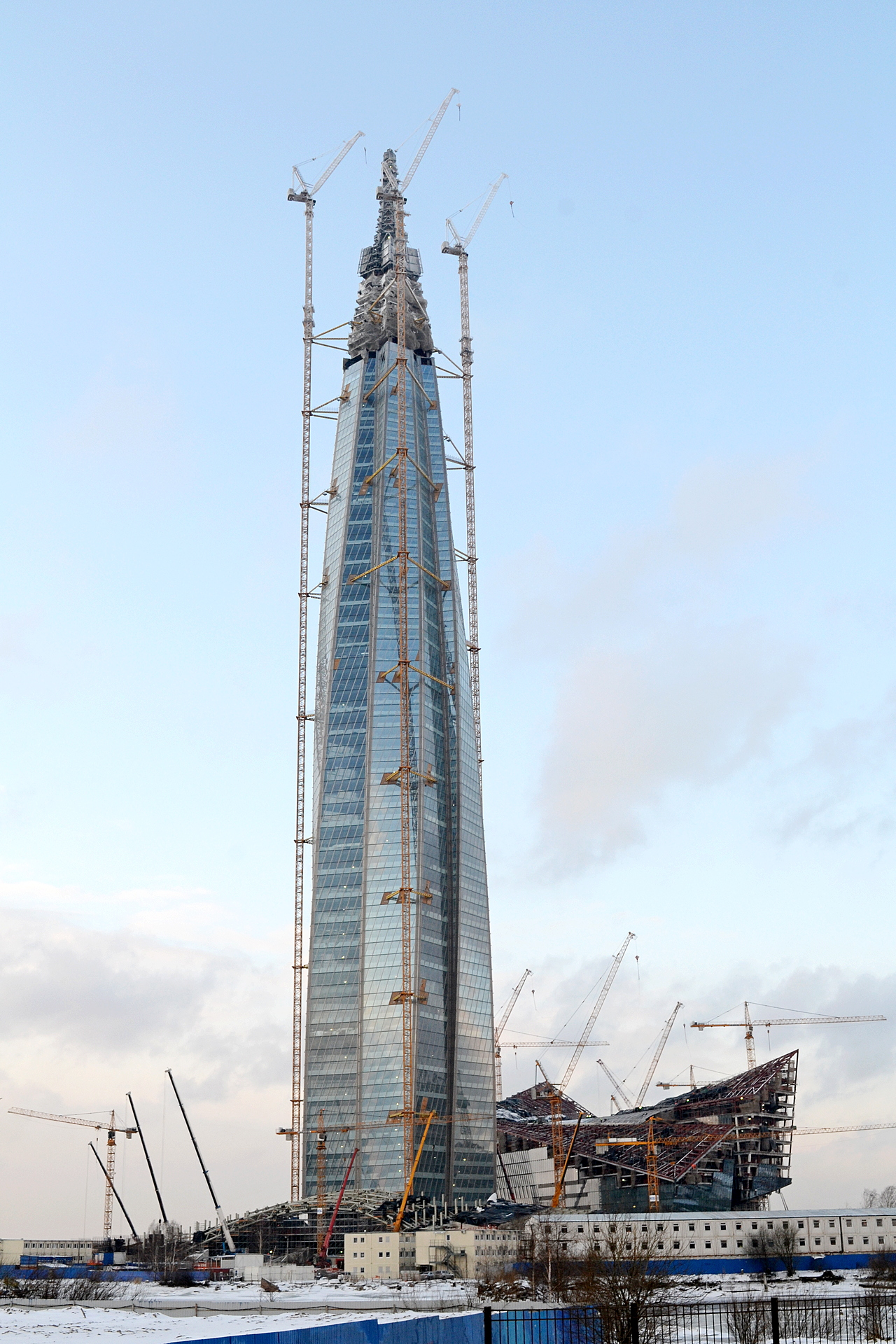
Stav v lednu 2018
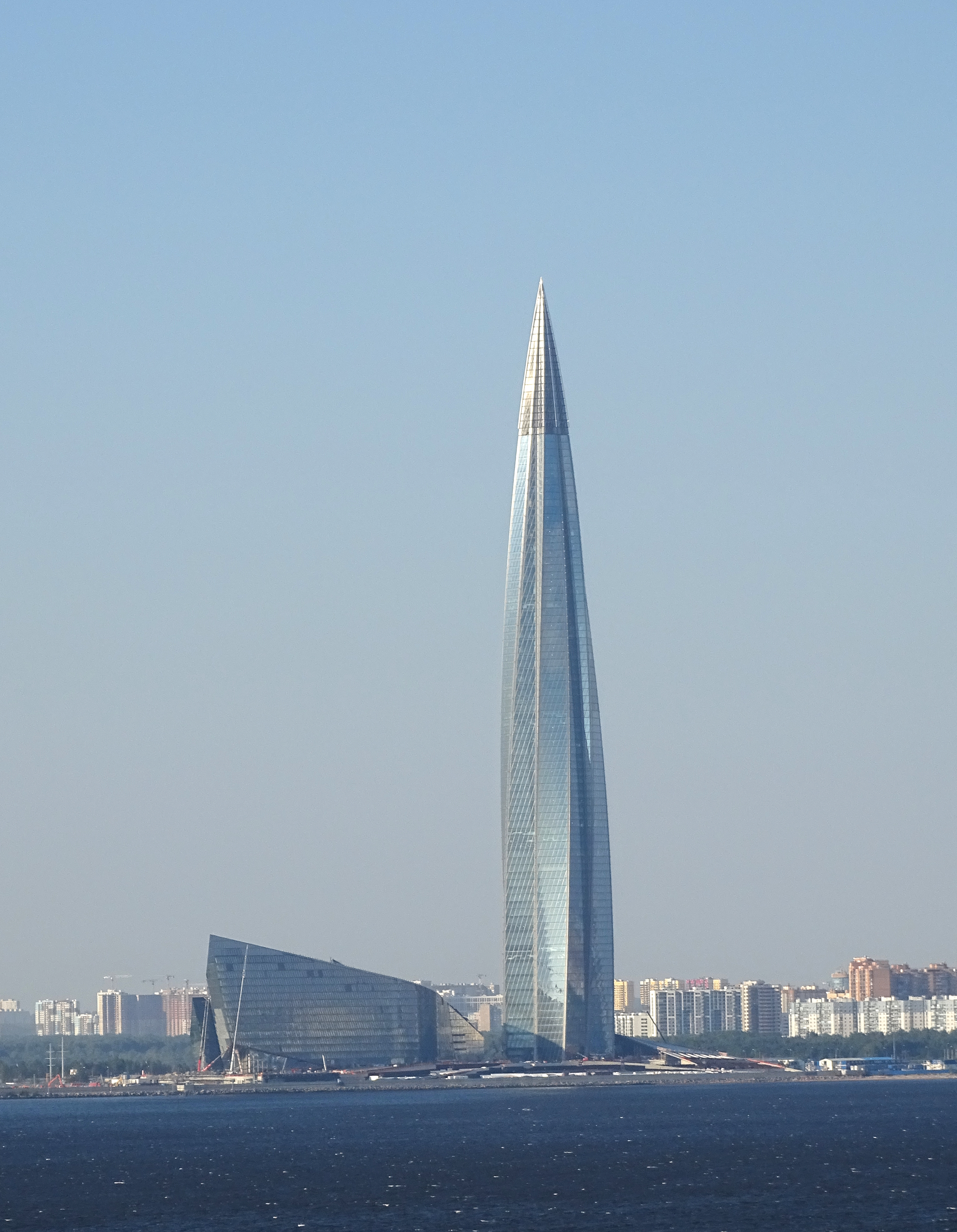
Lachta Centr v říjnu 2018
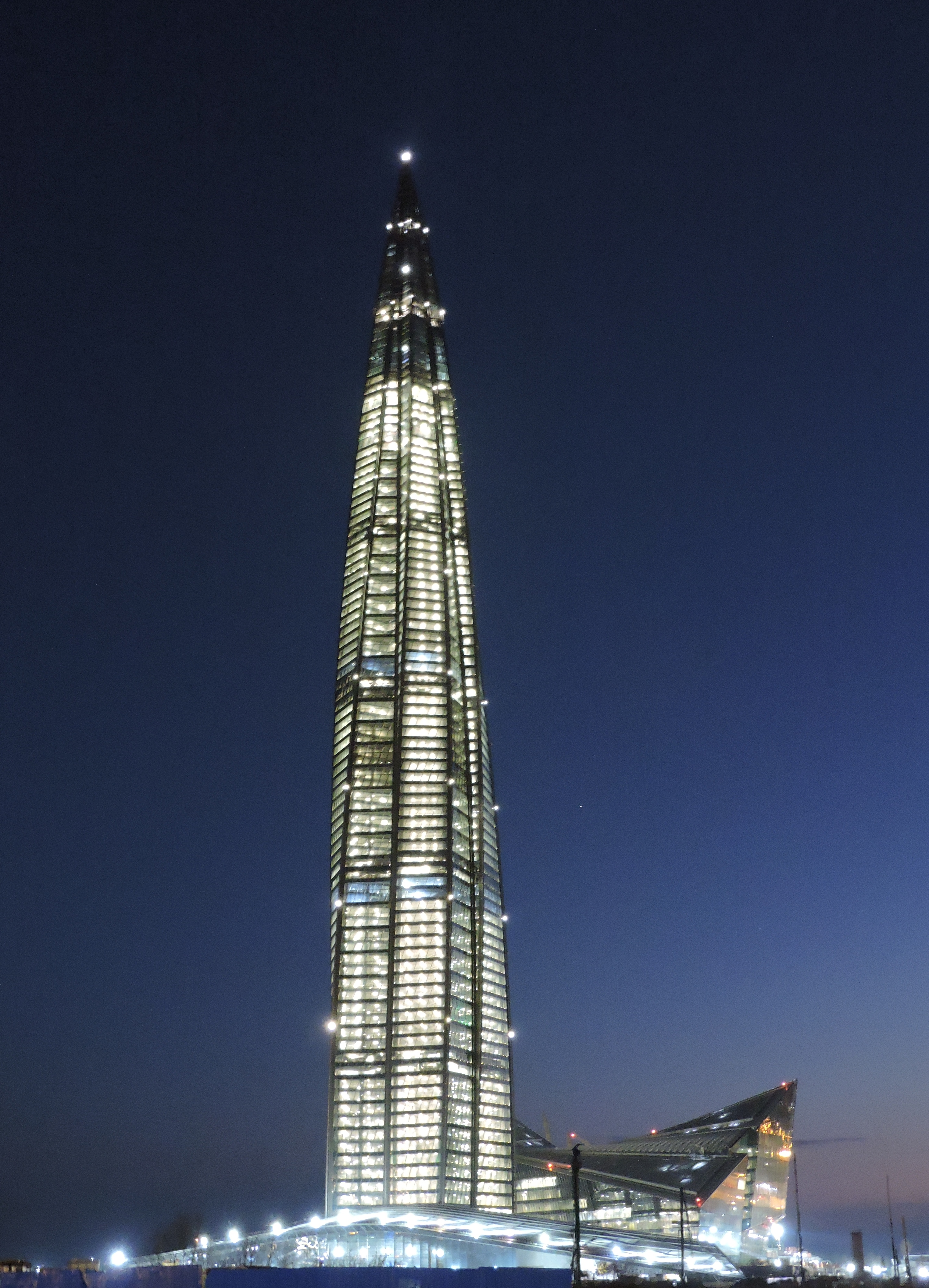
Lachta Centr v noci, duben 2019
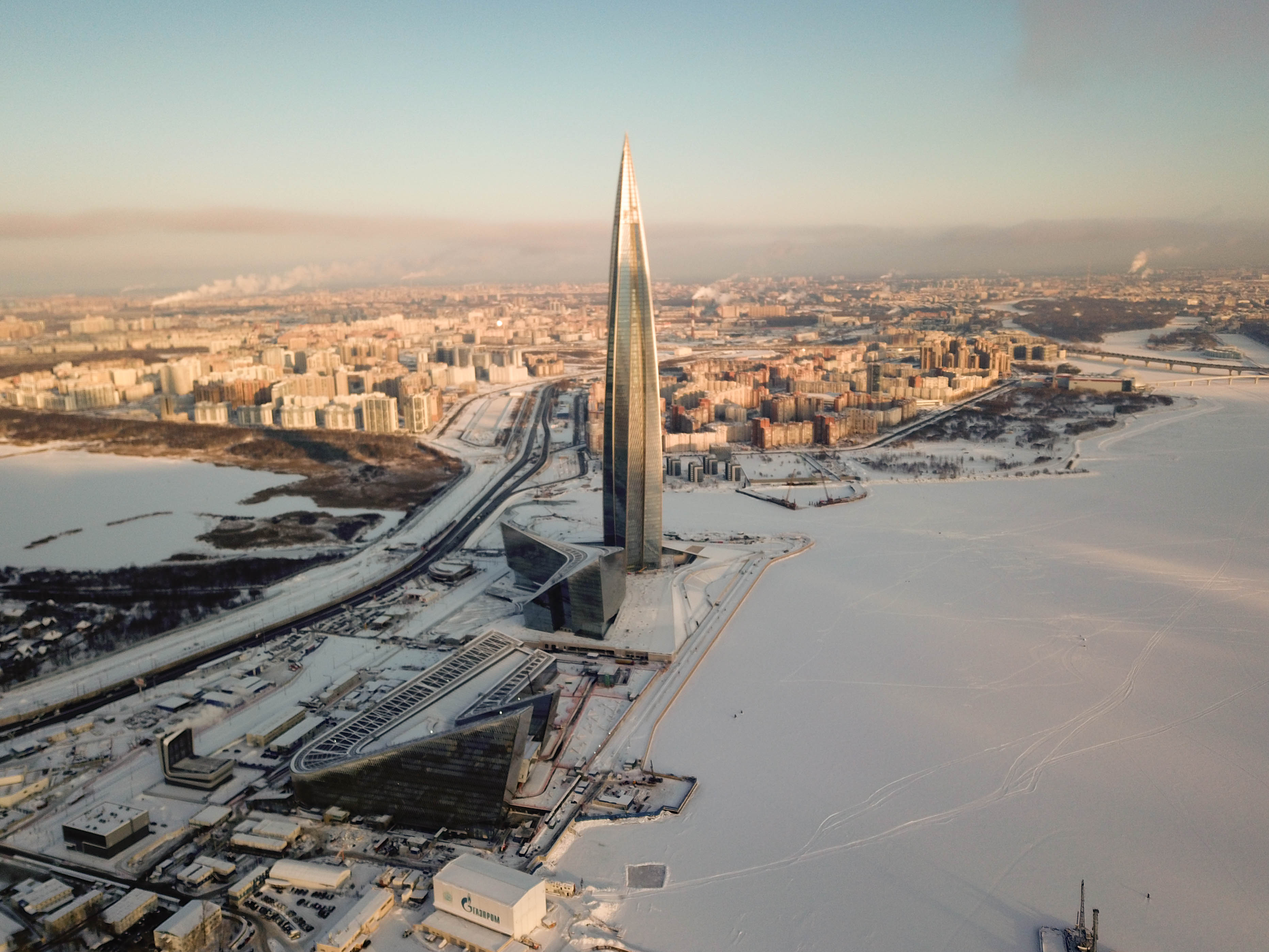
Lachta Centr v únoru 2021
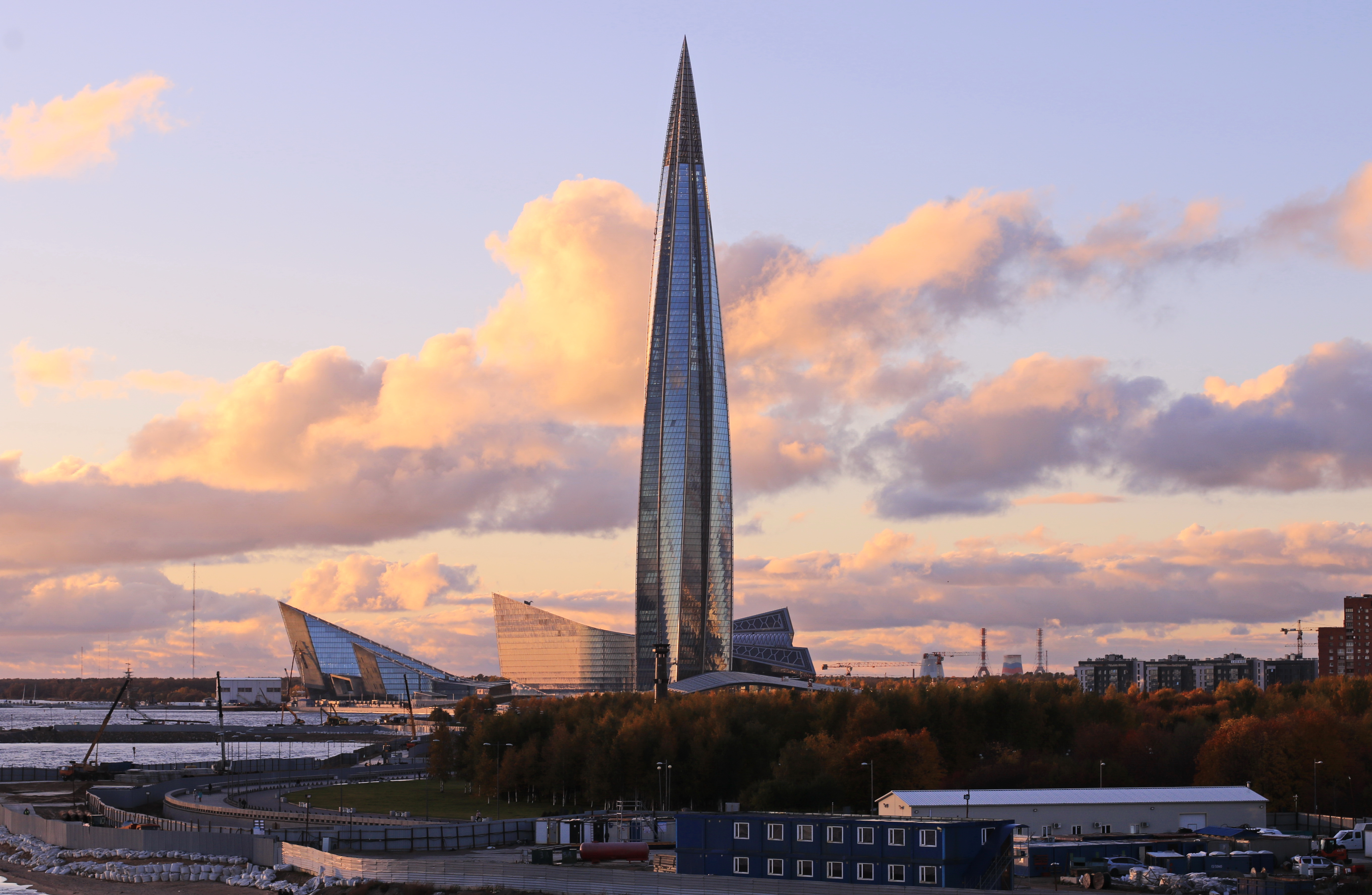
Říjen 2022
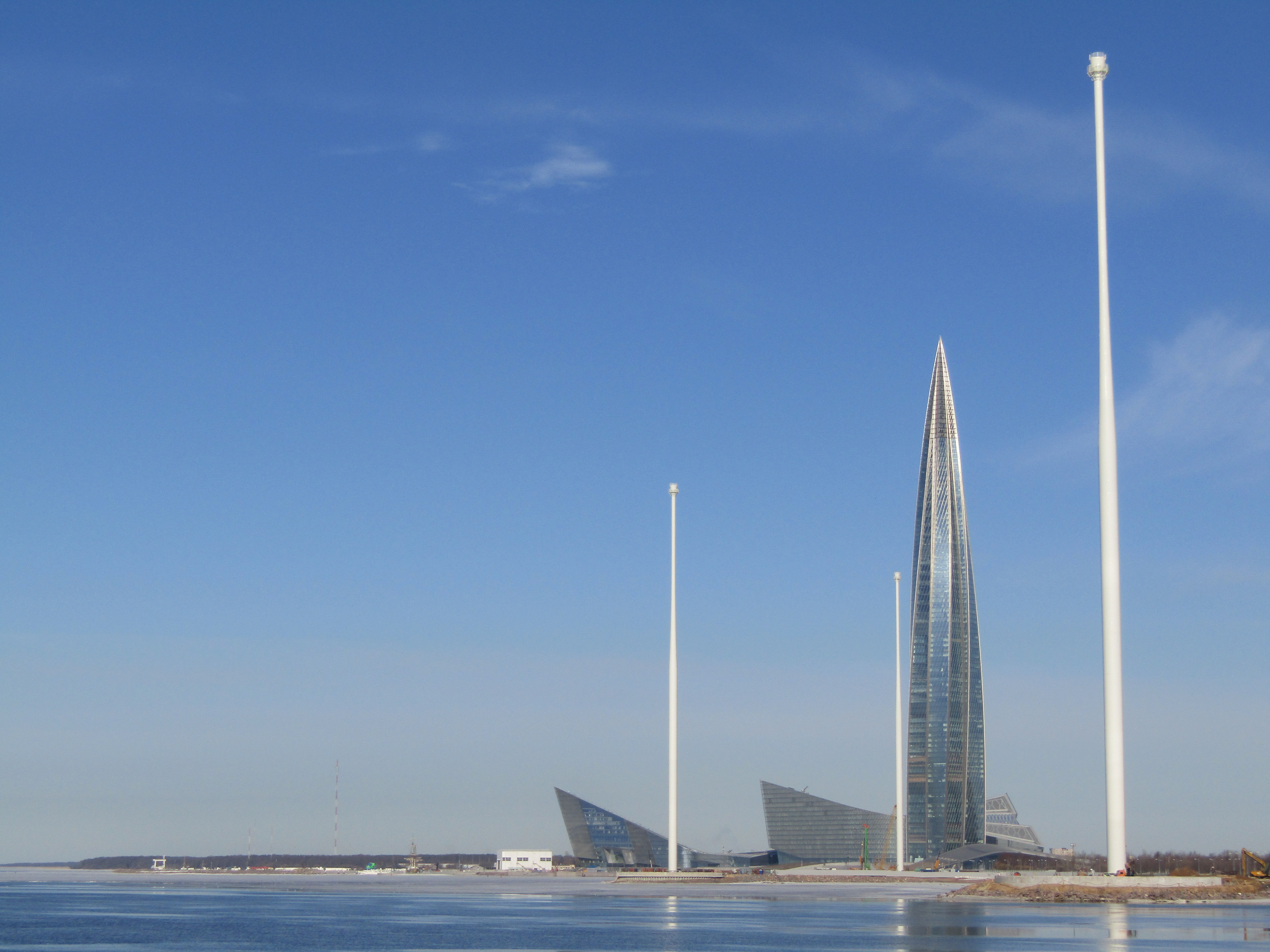
Duben 2023